# Bãi Thơm
Bãi Thơm là một xã thuộc thành phố Phú Quốc, tỉnh Kiên Giang, Việt Nam.

## Địa lý
Xã Bãi Thơm nằm ở cực bắc thành phố Phú Quốc, có vị trí địa lý:
- Phía đông và phía bắc giáp Vịnh Thái Lan
- Phía tây giáp các xã Cửa Cạn, Gành Dầu và Vịnh Thái Lan
- Phía nam giáp xã Cửa Dương và xã Hàm Ninh.

Xã Bãi Thơm có diện tích 98,50 km², dân số năm 2023 là 7.246 người, mật độ dân số đạt 73 người/km².

## Hành chính
Xã Bãi Thơm được chia thành 4 ấp: Bãi Thơm, Đá Chồng, Rạch Tràm, Xóm Mới.

## Lịch sử
Trước đây, Bãi Thơm là một ấp thuộc xã Hàm Ninh.
Ngày 17 tháng 2 năm 1979, Hội đồng Chính phủ ban hành Quyết định số 50-CP về việc sáp nhập ấp Bãi Thơm và ấp Hòn Một của xã Hàm Ninh vào xã Cửa Cạn.
Ngày 24 tháng 4 năm 1993, Chính phủ ban hành Nghị định số 19-CP về việc thành lập xã Bãi Thơm trên cơ sở tách một phần diện tích và dân số của hai xã Cửa Cạn và Hàm Ninh.
Ngày 9 tháng 12 năm 2020, Ủy ban Thường vụ Quốc hội ban hành Nghị quyết số 1109/NQ-UBTVQH14 về việc thành lập thành phố Phú Quốc thuộc tỉnh Kiên Giang trên cơ sở toàn bộ diện tích và dân số của huyện Phú Quốc. Xã Bãi Thơm trực thuộc thành phố Phú Quốc.